# 豊岡弘子
豊岡 弘子（とよおか ひろこ、1948年 - ）は、料理「ミルクファイバーライス」（タケチャンマンライス）を考案した栄養士。かつて所属していた学校食事研究会では、専門誌「学校の食事」の編集に携わっていた。

## 経歴
東京家政学院大学卒業後、学校食事研究会（東京都千代田区）の栄養士として各種献立の考案を行った。
また、同会の発行している学校給食の専門誌「学校の食事」の編集者でもあった。

## 「ミルクファイバーライス」（タケチャンマンライス）について
1980年代学校給食に登場したエビ、アサリ、ニンジン、タマネギなどが入ったミルクスープベースの麦入り炊き込みご飯。1982年、学校食事研究会が発表した。
食物繊維が見直されてきた時代に、食物繊維の摂取のために麦ご飯を食べよう、しかも牛乳で炊いてみようというコンセプトで豊岡弘子が考案した。
使用する麦も、子供たちに不人気な平べったい麦ではなく、精麦の際に圧力を加えず形も米粒に似た「米粒麦」を利用、牛乳と水の比率を一対一とし、米80%、米粒麦10%前後、それに貝や野菜の具を入れて炊き上げ、ピラフ風に炊き上げる。
このごはんを食べると、当時の小学生に認知度が絶大だった『オレたちひょうきん族』（フジテレビ系）のタケちゃんマンのように強くなれるぞ！というキャッチコピーから「タケチャンマンライス」といわれた。一時期は全国的に広がったが、献立になっていた期間が短いのと、作るのに手間が掛かるためか、学校給食のメニューとしては普及しなかった。
しかし2010年代現在でも、健康食として愛用者が多いといわれる。

## 著書
- 『元気な笑顔がみたいから』共著 .-- 企画室（マルユ－書籍販売） 1996.6
- 『子どもが喜ぶ野菜料理ベスト59』企画室（マルユ－書籍販売） 1998.4

## 参考資料
『日本経済新聞』1982年10月4日 朝刊